# Giorgio I di Alessandria
Papa Giorgio o anticamente Georgio (VI secolo – 630), è stato papa e patriarca greco-ortodosso di Alessandria e di tutta l'Africa tra il 621 e il 630.

## Biografia
Fu eletto al trono patriarcale nel 621 dopo la riconquista dell'Egitto da parte dell'imperatore Eraclio. Con l'imminente invasione araba,  Giorgio fuggì da Alessandria. Morì nel 630.

## Opere
Scrisse una biografia di Giovanni Crisostomo.